# Druk Pol FC
Druk Pol FC (kurz für Druk Pol Football Club) ist ein Fußballverein aus der bhutanischen Hauptstadt Thimphu und war bis zu der Auflösung der A-Division Rekordmeister Bhutans.

## Geschichte
Druk Pol FC ist der Verein der staatlichen Polizei. Der Verein ist Rekordmeister seines Landes und trägt seine Heimspiele im Changlimithang Stadium aus. Er nahm 2013 erstmals am AFC President’s Cup teil. Im Juni 2017 wurde der Verein für zwei Jahre aus der höchsten Spielklasse suspendiert, weil Spieler den Schiedsrichter während eines Ligaspiels angegriffen hatten.

## Erfolge
- Meister A-Division: 1996, 1997, 1998, 1999, 2000, 2002, 2003, 2012